# ريناته هولم
ريناته هولم (بالألمانية: Renate Holm)‏ هي مغنية أوبرا ومغنية وممثلة ألمانية، ولدت في 10 أغسطس 1931 ببرلين في ألمانيا.

## وصلات خارجية
- ريناته هولم على موقع IMDb (الإنجليزية)
- ريناته هولم على موقع مونزينجر (الألمانية)
- ريناته هولم على موقع ميوزك برينز (الإنجليزية)
- ريناته هولم على موقع أول موفي (الإنجليزية)
- ريناته هولم على موقع أول ميوزيك (الإنجليزية)
- ريناته هولم على موقع ديسكوغز (الإنجليزية)
- ريناته هولم على موقع قاعدة بيانات الفيلم (الإنجليزية)
- ريناته هولم على موقع كينوبويسك (الروسية)